# Serie A 1970-1971 (rugby a 15)
La serie A 1970-71 fu il 41º campionato nazionale italiano di rugby a 15 di prima divisione.
Si tenne dal 4 ottobre 1970 al 18 aprile 1971 tra 12 squadre a girone unico e vide la riconferma del Petrarca; il club padovano vinse infatti il suo secondo scudetto, sia consecutivo che assoluto.
L'Amatori Catania debuttò in massima serie, mentre il CUS Napoli, filiazione della Partenope Rugby scioltasi per motivi economici, retrocesse dopo aver retto in serie A un solo campionato; l'altra retrocessa fu la stessa Amatori Catania, che iniziò così un lungo periodo a cavallo tra serie A e serie B.

## Squadre partecipanti
- Amatori Catania
- L’Aquila
- CUS Genova
- CUS Roma (sponsorizzata Buscaglione)
- Fiamme Oro (Padova)
- Frascati

- Parma
- CUS Napoli
- Petrarca
- Rugby Roma
- Rovigo (sponsorizzata Tosimobili)
- Treviso (sponsorizzata Metalcrom)

## Risultati
|       | 1ª/12ª giornata            |      |
| ----- | -------------------------- | ---- |
| 9-11  | CUS Roma - Petrarca        | 0-11 |
| 11-0  | Treviso - Parma            | 3-3  |
| 14-14 | Rovigo - CUS Genova        | 9-22 |
| 6-6   | L'Aquila - Amatori Catania | 3-0  |
| 9-8   | Frascati - Fiamme Oro      | 0-24 |
| 6-11  | CUS Napoli - Rugby Roma    | 15-0 |
|       |                            |      |

|      | 4ª/15ª giornata              |      |
| ---- | ---------------------------- | ---- |
| 6-3  | Fiamme Oro - Amatori Catania | 8-3  |
| 17-6 | Rugby Roma - Parma           | 0-0  |
| 3-3  | CUS Genova - L'Aquila        | 0-6  |
| 6-6  | Treviso - Petrarca           | 3-20 |
| 9-3  | Rovigo - CUS Roma            | 0-16 |
| 12-8 | Frascati - CUS Napoli        | 3-12 |
|      |                              |      |

|       | 7ª/18ª giornata           |      |
| ----- | ------------------------- | ---- |
| 6-0   | Petrarca - Rugby Roma     | 9-3  |
| 14-9  | CUS Roma - CUS Napoli     | 3-6  |
| 11-3  | CUS Genova - Frascati     | 3-8  |
| 9-0   | Treviso - Amatori Catania | 16-3 |
| 11-16 | Rovigo - Parma            | 9-3  |
| 6-3   | L'Aquila - Fiamme Oro     | 3-9  |
|       |                           |      |

|      | 10ª/21ª giornata           |       |
| ---- | -------------------------- | ----- |
| 16-3 | Petrarca - CUS Genova      | 14-17 |
| 8-3  | Rugby Roma - Rovigo        | 8-19  |
| 0-23 | CUS Napoli - L'Aquila      | 6-24  |
| 5-3  | Amatori Catania - Frascati | 9-23  |
| 5-3  | Treviso - Fiamme Oro       | 6-36  |
| 8-6  | Parma - CUS Roma           | 3-11  |

|       | 2ª/13ª giornata         |      |
| ----- | ----------------------- | ---- |
| 3-9   | Fiamme Oro - Petrarca   | 0-0  |
| 9-3   | Treviso - CUS Napoli    | 9-11 |
| 3-3   | Rovigo - L'Aquila       | 6-8  |
| 14-14 | CUS Genova - CUS Roma   | 3-9  |
| 8-6   | Parma - Amatori Catania | 13-9 |
| 12-11 | Rugby Roma - Frascati   | 3-12 |
|       |                         |      |

|       | 5ª/16ª giornata              |      |
| ----- | ---------------------------- | ---- |
| 8-3   | Petrarca - Parma             | 9-9  |
| 8-3   | CUS Roma - Fiamme Oro        | 6-20 |
| 24-12 | CUS Genova - Rugby Roma      | 8-3  |
| 8-6   | Rovigo - Frascati            | 6-19 |
| 18-0  | L'Aquila - Treviso           | 3-11 |
| 11-6  | Amatori Catania - CUS Napoli | 0-6  |
|       |                              |      |

|      | 8ª/19ª giornata            |      |
| ---- | -------------------------- | ---- |
| 17-3 | Fiamme Oro - Parma         | 3-3  |
| 6-14 | Rugby Roma - L'Aquila      | 8-11 |
| 22-3 | Treviso - Rovigo           | 6-6  |
| 3-0  | Frascati - Petrarca        | 0-17 |
| 14-9 | CUS Napoli - CUS Genova    | 5-6  |
| 3-3  | Amatori Catania - CUS Roma | 0-8  |
|      |                            |      |

|       | 11ª/22ª giornata             |       |
| ----- | ---------------------------- | ----- |
| 14-9  | Fiamme Oro - Rugby Roma      | 16-17 |
| 22-8  | CUS Roma - Treviso           | 3-24  |
| 9-6   | CUS Genova - Amatori Catania | 25-3  |
| 6-12  | L'Aquila - Petrarca          | 0-43  |
| 15-3  | Frascati - Parma             | 16-21 |
| 11-10 | CUS Napoli - Rovigo          | 6-9   |

|      | 3ª/14ª giornata              |       |
| ---- | ---------------------------- | ----- |
| 8-6  | CUS Roma - L'Aquila          | 11-11 |
| 3-6  | Petrarca - Rovigo            | 6-3   |
| 3-18 | Parma - CUS Genova           | 6-26  |
| 0-3  | Frascati - Treviso           | 0-14  |
| 6-14 | CUS Napoli - Fiamme Oro      | 0-12  |
| 3-3  | Amatori Catania - Rugby Roma | 6-6   |
|      |                              |       |

|      | 6ª/17ª giornata          |       |
| ---- | ------------------------ | ----- |
| 0-0  | Fiamme Oro - CUS Genova  | 16-9  |
| 13-6 | Rugby Roma - Treviso     | 13-13 |
| 9-3  | Parma - L'Aquila         | 8-3   |
| 12-0 | Frascati - CUS Roma      | 3-0   |
| 5-14 | CUS Napoli - Petrarca    | 6-17  |
| 3-3  | Amatori Catania - Rovigo | 0-9   |
|      |                          |       |

|      | 9ª/20ª giornata            |      |
| ---- | -------------------------- | ---- |
| 3-9  | CUS Roma - Rugby Roma      | 6-11 |
| 25-6 | CUS Genova - Treviso       | 14-5 |
| 9-6  | Rovigo - Fiamme Oro        | 6-9  |
| 6-3  | Parma - CUS Napoli         | 16-3 |
| 11-3 | L'Aquila - Frascati        | 3-8  |
| 13-3 | Petrarca - Amatori Catania | 15-6 |

## Classifica
|               |     | Squadra         | G  | V  | N | P  | PF  | PS  | Pt |
| ------------- | --- | --------------- | -- | -- | - | -- | --- | --- | -- |
|               | 1.  | Petrarca        | 22 | 16 | 3 | 3  | 259 | 94  | 35 |
|               | 2.  | CUS Genova      | 22 | 12 | 4 | 6  | 263 | 175 | 28 |
|               | 3.  | Fiamme Oro      | 22 | 12 | 3 | 7  | 230 | 120 | 27 |
|               | 4.  | L’Aquila        | 22 | 10 | 4 | 8  | 174 | 163 | 24 |
|               | 5.  | Treviso         | 22 | 10 | 4 | 8  | 195 | 205 | 24 |
|               | 6.  | Frascati        | 22 | 11 | 0 | 11 | 169 | 181 | 22 |
|               | 7.  | Parma           | 22 | 9  | 4 | 9  | 150 | 207 | 22 |
|               | 8.  | Rugby Roma      | 22 | 8  | 4 | 10 | 172 | 211 | 20 |
|               | 9.  | Rovigo          | 22 | 8  | 4 | 10 | 161 | 198 | 20 |
|               | 10. | CUS Roma        | 22 | 8  | 3 | 11 | 163 | 184 | 19 |
| Retrocessione | 11. | CUS Napoli      | 22 | 7  | 0 | 15 | 147 | 232 | 14 |
| Retrocessione | 12. | Amatori Catania | 22 | 2  | 5 | 15 | 88  | 201 | 9  |

## Verdetti
- Petrarca: campione d'Italia
- CUS Napoli, Amatori Catania : retrocesse in serie B